# Dombeya merika
Dombeya merika är en malvaväxtart som beskrevs av Arenes. Dombeya merika ingår i släktet Dombeya och familjen malvaväxter. Inga underarter finns listade i Catalogue of Life.